# Les Orphelins (film, 1977)
Pour les articles homonymes, voir Les Orphelins.
Les Orphelins (en russe : Подранки) est un film soviétique réalisé par Nikolai Goubenko et sorti en 1977.

## Synopsis
En Union soviétique, un écrivain renommé, Aleksei Bartenev, orphelin de guerre, part sur les traces de ses deux frères. Ceux-ci ont été adoptés, et Aleksei ne les a plus revus depuis l'enfance. Lorsqu'il peut enfin les revoir, sa déception est grande : l'un, placé dans une famille privilégiée, est devenu architecte et se complaît dans un matérialisme de façade ; l'autre, amer et plein de rancœur, purge une peine de prison. « Une chronique autobiographique à cinquante pour cent, précise Nikolai Goubenko, et jouée par de vrais orphelins. ».

## Fiche technique
- Titre du film : Les Orphelins
- Titre original : Подранки, Podranki
- Production : Mosfilm
- Réalisation et scénario : Nikolai Goubenko
- Photographie : Aleksandr Kniazhinski
- Directeur artistique : Aleksandr Tolkatchev
- Textes des poésies : Guennadi Chpalikov
- Durée : 93 minutes
- Pays d'origine : Union soviétique
- Format : Couleurs
- Date de sortie : 20 juin 1977
- Genre : Film dramatique

## Distribution
- Juozas Budraitis : Aleksei Bartenev
- Alekseï Tcherstov : Alecha Bartenev (comme Alyosha Cherstvov)
- Aleksandr Kaliaguine : Denis Kouskov
- Gueorgui Bourkov : Sergueï
- Janna Bolotova : Alya Konstantinovna
- Evgueni Evstigneïev : le vigile
- Nikolaï Goubenko : Grigoriy Albertovich Krivorutchko
- Rolan Bykov : Gromov
- Natalia Gundareva : Tassia
- Zoïa Yevseïeva : Valka Gandin
- Boukhouti Zakariadze : directeur de l'école (en tant que Bukhuti Zaqariadze)
- Panteleymon Krymov : Sergey Makarovich (en tant que Pantelejmon Krymov)
- Viktor Filippov : Filippov
- Valentina Berezutskaya : Valyusha
- Daniil Netrebin : Danya
- Gogi Kavtaradze : Professeur d'éducation physique
- Lyudmila Shagalova : Nina Grigoryevna
- Mikheil Kherkheulidze : Old-clothes Man
- Nikolay Volkov : Oncle Kolya
- Dmitry Bessonov : Vadim Fedotovitch
- Olga Strogova : Natacha
- Aleksandr Polyakov : Sashka «Bolt» Polyakov
- Andrei Boldin : Orphanage Ward
- Elza Lejdeï

## Commentaires
« Les enfants et la guerre, il n'existe pas de pire confrontation », disait Aleksandr Tvardovski. Pour les cinéastes aussi, estime Jacqueline Lajeunesse, qui écrit : « rares sont ceux qui ont le talent de recréer le monde de l'enfance et de le lier au monde adulte ; c'est ce qu'a réussi Goubenko avec une efficace sobriété dans Les Orphelins. »
Le film de Nikolai Goubenko est, selon elle, « une méditation grave et sensible sur l'enfance, (...) une dénonciation constante des conséquences monstrueuses de la guerre » et « une critique rapide mais dure de certains nantis » du régime soviétique de l'époque.
Et, sans doute, « pour exorciser sa mémoire douloureuse, Goubenko s'est attribué le rôle d'un éducateur enclin à la sévérité mais qui, après avoir battu un gamin sous l'emprise de la colère, ne peut retenir ses larmes. » .